# Robecco d’Oglio
Robecco d’Oglio – miejscowość i gmina we Włoszech, w regionie Lombardia, w prowincji Cremona.
Według danych na rok 2004 gminę zamieszkiwało 2276 osób, 126,4 os./km².